# Acacia arida
Acacia arida é uma espécie de leguminosa do gênero Acacia, pertencente à família Fabaceae.